# 有机碲化合物
有机碲化合物是含有碳-碲键的有机化合物，而有机碲化学则是研究有机碲化合物的学科。有机碲化学是在有机硒化学之后发展起来的。尽管硒和碲在元素周期表中都是氧族元素，但考虑到氧族元素-碳键中极性的逆转，有机硒化合物和有机碲化合物的化学性质却大不相同。

## 官能团

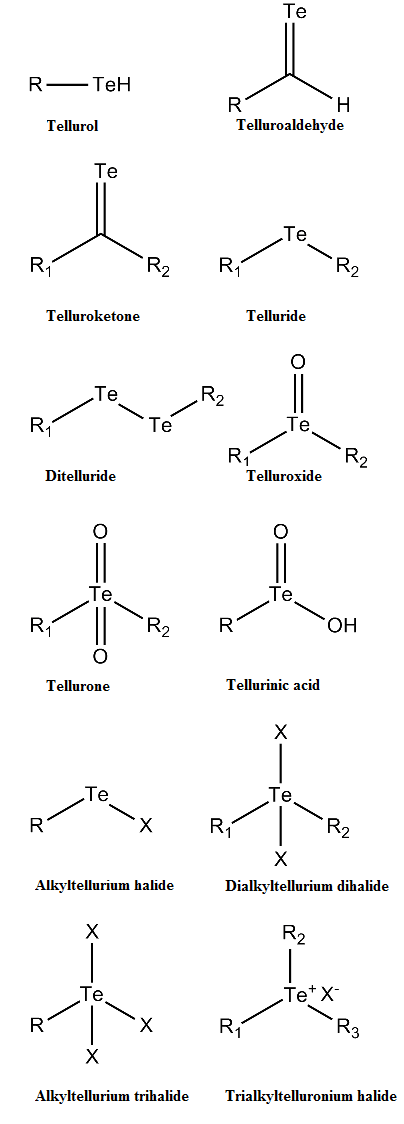
一些有机碲化合物的结构

一些有机硫化合物的碲类似物是已知的。碲醇都不稳定。碲醚和二碲化物是最常见的有机碲化合物。碲代亚砜 (R2TeO) 也是已知的。

## 制备
有机碲化合物的前体通常是碲化氢、 NaHTe、碲化钠和 PhTeLi。由于碲单质是不溶的且为聚合物，它通常不用作前体，但它会和氢化物类还原剂反应：
Te  +  2LiBHEt3  →   Li2Te  +  H2  +  2 BEt3
和烷基锂的反应：
Te  +  RLi  →   RTeLi
TeCl4 也可以用于合成有机碲化合物。 四氯化碲和烯烃、炔烃反应，形成三氯化碲氯代烃：
RCH=CH2  +  TeCl4   →   RCH(Cl)-CH2TeCl3
这些衍生物容易受到进一步反应的影响。

## 应用
挥发性的二甲基碲可用于有机金属化学气相沉积，它是唯一在环境样品中量化的有机碲化合物。
有机碲化合物也可用于有机合成，如烯烃的制备。